# Die Hunde des Krieges (Film)
Die Hunde des Krieges (Originaltitel: The Dogs of War) ist ein US-amerikanisch-britischer Kriegs- und Abenteuerfilm von John Irvin aus dem Jahr 1981. Er ist eine Verfilmung des Romans Die Hunde des Krieges von Frederick Forsyth.

## Handlung
Ein britisches Bergbau-Unternehmen beauftragt den US-amerikanischen Abenteurer und Söldner Jamie Shannon zunächst mit der Ausforschung der Möglichkeiten für einen inszenierten Staatsstreich im (fiktiven) afrikanischen Staat Zangaro. Shannon nimmt diesen Auftrag an und begibt sich als Ornithologe und Wissenschaftsjournalist getarnt nach Zangaro, um sich ein Bild über die dortigen Verhältnisse zu machen und um militärische Aufklärung für eine militärische Kommando-Operation und einen Putsch zu betreiben.
In Zangaro herrscht Präsident Kimba als Diktator. Seine Soldaten treten als Polizisten-Ordnungsmacht im Inneren auf und sind bei der Bevölkerung wegen ihrer Brutalität gefürchtet.  Shannon unternimmt eine Aufklärungsmission in die Hauptstadt von Zangaro, Clarence, und trifft dort den britischen Dokumentarfilmer North, der ihn über die politische Lage in Zangaro informiert. Der Ausländer Shannon fällt den Soldaten in dem kleinen schwarzafrikanischen Land auf und wird misstrauisch behandelt.
Bei einer nächtlichen Ausspähung tötet er einen Wachsoldaten, der ihn am Rande eines Militärgeländes beim Spionieren entdeckt hat. Am nächsten Tag wird er von Soldaten verhaftet und schwer misshandelt. Shannon wird nicht nur vorgeworfen, eine Affäre mit einer der Geliebten des Präsidenten zu haben, sondern auch unerlaubt Fotos von militärischen Anlagen aufgenommen zu haben.
Seine Wunden werden von Dr. Okoye, einem Arzt und Gefangenen, der früher ein gemäßigter politischer Führer war, behandelt. North setzt sich für Shannons Freilassung ein, und zwei Tage später wird er deportiert.
Als Shannon Endean mitteilt, dass ein Putsch keine Chance hat, bietet Endean ihm 100.000 Dollar an, um Kimba zu stürzen, indem er Zangaro mit einer Söldnerarmee überfällt. Endeans Arbeitgeber beabsichtigt, eine Marionettenregierung unter der Führung von Oberst Bobi, einem gierigen ehemaligen Verbündeten Kimbas, zu installieren, wodurch Endeans Arbeitgeber die neu entdeckten Platinvorkommen des Landes ausbeuten kann, eine Vereinbarung, die von Oberst Bobi garantiert wird. Shannon lehnt das Angebot ab und schlägt stattdessen seiner entfremdeten Freundin Jessie vor, dass sie ein neues Leben im Westen der USA beginnen. Als sie seinen Vorschlag ablehnt, nimmt er Endeans Vertrag unter der Bedingung an, dass er die Kontrolle über die militärische Operation hat.
Mit einer Million Dollar für Ausgaben ausgestattet, kontaktiert Shannon einige seiner Mitstreiter aus Mittelamerika, und sie treffen sich in London, um den Überfall zu planen. Die Gruppe beschafft illegal eine Lieferung von Uzi-Maschinenpistolen, Munition, Raketenwerfern, Minen und anderen Waffen von Waffenhändlern. North trifft zufällig in London auf Shannon und vermutet, dass er ein CIA-Agent ist. Shannon bittet Drew, North ohne ihm Schaden zuzufügen, zu vertreiben, aber North wird von einem von Endean angeheuerten Auftragsmörder getötet, der Shannon und seine Crew verfolgen sollte. Drew fängt den Attentäter, und als ein wütender Shannon erfährt, dass Endean den Auftragsmörder geschickt hatte, der jedoch North auf eigene Initiative getötet hat, tötet er den Attentäter seinerseits und lässt die Leiche während eines Abendessens für Oberst Bobi bei Endeans Haus zurück.
Um die Gruppe und die Ausrüstung an die Küste von Zangaro zu transportieren, mietet Shannon einen kleinen Frachter und eine Besatzung. Auf See wird das Team von einer Truppe zangarischer Exilanten, die von einem ehemaligen Söldnerkollegen zu Soldaten ausgebildet wurden, verstärkt. Nach der Landung bei einem nächtlichen Angriff nutzen die Söldner und ihre Truppen ihr Waffenarsenal, um die Militärgarnison, in der Kimba lebt, anzugreifen. Drew stürmt in eine Baracke im Hof der Garnison und findet nur eine junge Frau mit einem Baby vor; als er geht, ohne ihnen zu schaden, schießt sie ihn mit einer Pistole in den Rücken. Nachdem die Söldner die brennenden, von Kugeln durchlöcherten Ruinen der Garnison gestürmt haben, sprengt sich Shannon den Weg in Kimbas Residenz frei. Dort findet er den Diktator, der Bündel von Geldscheinen in einen Koffer stopft; als ein wimmernder Kimba Shannon Geld anbietet, um sein Leben zu verschonen, tötet Shannon ihn.
Am nächsten Morgen kommt Endean mit Oberst Bobi per Hubschrauber an und sie betreten die Präsidentenresidenz. Shannon hat jedoch nicht vor, den korrupten Exilpolitiker an die Macht zu bringen. Stattdessen stellt er den befreiten Dr.Okoye als neuen Präsidenten vor und erschießt Bobi.

## Kritiken
Vincent Canby schrieb in der New York Times vom 13. Februar 1981, der Film sei „präzise“ und „unsentimental“ in den Details. Er verdamme weder Menschen, die vom Töten leben, noch richte er über sie. Der Film zeige Intelligenz und eine Art des Denkens, die in Action-/Abenteuerfilmen nicht häufig zu finden sei. Das Drehbuch sei „erstklassig“ („first-rate“). Christopher Walken wirke in seiner „schwierigen“ Rolle „überzeugend“. Tom Berenger und Colin Blakely würden ihn „ausgezeichnet“ unterstützen.
Rotten Tomatoes schrieb, die „brutale Einfachheit“ der Kriegsführung sei den komplexen politischen Manövern im Hintergrund gegenübergestellt.

## Hintergrund
Der Film wurde in London und in Belize gedreht.